# Kristina-Maria Peters
Kristina-Maria Peters (* 1985 in Bottrop) ist eine deutsche Theater- und Filmschauspielerin.

## Beruflicher Werdegang
Kristina-Maria Peters studierte von 2005 bis 2009 Schauspiel an der Schauspielschule Bochum (ehemals Westfälische Schauspielschule).
In ihrem zweiten Studienjahr wurde sie 2007 am Essener Grillo-Theater unter der Intendanz von Anselm Weber engagiert, ab 2009 im Festengagement, wo sie u. a. mit Annette Pullen, David Bösch und Cilli Drexel arbeitete. Ab der Spielzeit 2010/2011 war sie acht Jahre festes Ensemblemitglied am Schauspielhaus Bochum, u. a. unter der Regie von Jan Klata, Christina Paulhofer, Eric de Vroedt, Tamás Ascher und Milan Peschel. 2019 war sie mit dem Teatr Nowy Krakau unter der Leitung des Kainkollektivs auf Tournee, mit Stationen in Krakau, Berlin, Nordrhein-Westfalen und Warschau. Im gleichen Jahr wurde sie in der deutschsprachigen Erstaufführung des Theaterstücks Harry Potter und das verwunschene Kind in Hamburg in der Rolle der Delphi Diggory besetzt. 2023 spielte sie im Stück Nacht, Mutter von Marsha Norman beide Protagonistinnen in einer Solorolle. Von Herbst 2023 bis Ende 2024 stand sie im Hamburger Thalia Theater auf der Bühne, u. a. unter der Regie von Luk Perceval. Ab der Spielzeit 2025/2026 ist sie festes Ensemblemitglied am Staatstheater Nürnberg.
Neben ihren Theaterrollen arbeitet sie vereinzelt in Film- und im Fernsehproduktionen mit. So spielte sie u. a. 2013 in Stromberg – Der Film und 2024 im ARD-Spielfilm Mordnacht mit.

## Theater (Auswahl)
- 2009: Julia in Romeo und Julia von William Shakespeare, Grillo-Theater Essen, Regie: Cilli Drexel
- 2012: Das Mädchen in Draußen vor der Tür von Wolfgang Borchert, Schauspielhaus Bochum, Regie: David Bösch
- 2012: Amalia in Die Räuber von Friedrich Schiller, Schauspielhaus Bochum, Regie: Jan Klata
- 2013: Julie in Liliom von Molnàr, Schauspielhaus Bochum, Regie: Christina Paulhofer
- 2014: Lady Milford in Kabale und Liebe von Friedrich Schiller, Schauspielhaus Bochum, Regie: Anselm Weber
- 2014: Christiane in Freitag von Hugo Claus, Schauspielhaus Bochum, Regie: Eric de Vroedt
- 2014: Hermia in Ein Sommernachtstraum von William Shakespeare, Schauspielhaus Bochum, Regie: Christina Paulhofer
- 2014: Paula Tax in Die Unvernünftigen sterben aus von Peter Handke, Schauspielhaus Bochum, Regie: Alexander Riemenschneider
- 2015: Abigail in Hexenjagd von Arthur Miller, Schauspielhaus Bochum, Regie: Daniela Löffner
- 2016: Mariane in Tartuffe von Molière, Schauspielhaus Bochum, Regie: Hermann Schmidt-Rahmer
- 2017: Anna in Biedermann und die Brandstifter von Max Frisch, Schauspielhaus Bochum, Regie: Hasko Weber
- 2017: Aimee in The Humans von Stephen Karam, Schauspielhaus Bochum, Regie: Otto Kugler, Leonard Beck
- 2018: Ultra/Penthesilea in Freiheit in Krähwinkel von Johann Nestroy, Schauspielhaus Bochum, Regie: Milan Peschel
- 2018: Justine in Melancholia von Lars von Trier, Schauspielhaus Bochum, Regie: Johanna Wehner
- 2019: Kaiserin Sissi in The Golden Ages of Extremes, Koproduktion Teatr Nowy Krakau/Kainkollektiv, Regie: Fabian Lettow, Mirjam Schmuck
- 2021–2022: Lucie in Stella von Johann Wolfgang von Goethe, Hamburger Kammerspiele, Regie: Amina Gusner
- 2019–2023: Delphi Diggory in Harry Potter und das verwunschene Kind, Mehr! Theater am Großmarkt, Hamburg, Regie: John Tiffany
- 2023: Solostück als Jessie/Thelma Cates in Nacht, Mutter von Marsha Norman, Szene 10, Essen, Regie: Eric Lomas
- 2023–2024: Grinsekatze in Alice im Wunderland von Lewis Carroll, Thalia Theater Hamburg, Regie: Thomas Birkmeir
- 2024: Sophie Kowalewski in Wolf unter Wölfen von Hans Fallada, Thalia Theater Hamburg, Regie: Luk Perceval

## Filmografie (Auswahl)
- 2006: Abi 99 (Spielfilm), in Zusammenarbeit mit der Fachhochschule Dortmund (Leitung: Adolf Winkelmann, David Slama und Johannes Klaus)
- 2010: Der goldene Zweig (Diplomfilm), Regie: Matthias Zucker, Produktion: Fachhochschule Dortmund
- 2013: Stromberg – Der Film (Kinofilm), Regie: Arne Feldhusen, Produktion: Brainpool
- 2014: Bis der Tod euch trennt (Diplomkurzfilm), Regie: Eileen Parnitzke, Produktion: SAE-Institut Bochum
- 2015: Video killed the Radiostar (Kurzfilm), Idee und Konzept: Magdalena Helmig, Alexander Ritter
- 2015: Das Bilderhaus (Diplomkurzfilm), Regie: Joshua Fischer, Produktion: Ruhrakademie Schwerte
- 2021: Beziehungstipps (Spielfilm) von Atef Vogel und Felix Krause, Regie: Felix Krause
- 2024: Mordnacht (Spielfilm), Regie: Friederike Jehn, Produktion: ARD
- 2025: Morden im Norden – Nicht mit mir (Fernsehserie)

## Auszeichnungen
- 2013: Publikumspreis NRW-Theatertreffen für Draußen vor der Tür[1]
- 2013: Bochumer Theaterpreis in der Sparte „Nachwuchs“[2]
- 2013: Förderpreis des Landes Nordrhein-Westfalen für junge Künstlerinnen und Künstler in der Sparte „Schauspiel“[3]
- 2018: Nominierung zur Schauspielerin des Jahres von Theater heute